# Roberto de Eu
Roberto de Eu (m. entre 1089 y 1093), fue un noble normando, conde de Eu y señor de Hastings, hijo de Guillermo de Eu, y su esposa Lesceline, hija de Turquetil de Harcourt.
Roberto estuvo al frente de 60 de los barcos de la flota que apoyaron el desembarco de Guillermo el Bastardo y la conquista normanda de Inglaterra. Alrededor de 1068, Roberto recibió el castillo de Hastings y los territorios adyacentes que anteriormente pertenecían a Onfroy du Tilleul (hijo de Thorstein le Goz y sobrino de Hugo de Grandmesnil).  Según el Domesday Book, Roberto y su hijo William poseían tierras en diversos condados. Los ingresos anuales generados por las tierras de ambos ascendía a unas 690 libras esterlinas.
En 1069, el rey le envió como refuerzo de Roberto de Mortain, para vigilar a los daneses, cuya flota estaba atracada en la desembocadura del Humber, mientras Mortain se enfrentaba a la revuelta de Eadric el Salvaje en el oeste. Cuando los daneses abandonaron su refugio para saquear los alrededores, los comandantes normandos cayeron sobre ellos inesperadamente, aplastándolos y obligándolos a huir por mar.
Tras la muerte de Guillermo, Robert tomó partido por Roberto II de Normandía, hermano del rey. Decepcionado por su blandura y su libertinaje, se pasó, junto con varios otros señores normandos, al bando del rey Guillermo II el Rojo, de quien recibió varias guarniciones para sus castillos. Durante la incursión del rey inglés en Normandía en febrero de 1091, fue uno de sus partidarios. Murió poco después, siendo sucedido en el condado por su hijo Guillermo II.
Muy devoto, hizo numerosas donaciones a la Iglesia, en particular tierras para la abadía de Fécamp de Rouen en 1051. Tras su muerte fue enterrado en la abadía de Saint-Michel du Tréport,  que había fundado en Tréport, cerca de la ciudad de Eu, entre 1057 y 1066,en memoria de su primera esposa. Roberto fue asistido por el consejo del duque Guillermo y Mauricio, arzobispo de Ruán.

## Herencia
Robert se casó primero con Beatrix, hermana de Arlette de Falaise, con la que tuvo seis hijos:
- Raoul d'Eu (m. después de 1036)
- Roberto de Eu (m. 1149)[cita requerida]
- Condoha (Cóndor) (m. después de 1087) se casó en 1058 con Fulko de Angulema y fue madre de Guillermo V de Angulema y abuela de Wulgrin II de Angulema.
- Guillermo II de Eu, que sucedió a su padre como conde de Eu y señor de Hastings [8]
- Eremburga de Mortain (posible), segunda esposa de Roger I, conde de Sicilia .
- Armand de Mortain (posible), casado con Beatriz, hija de Tancredo de Hauteville .

Después de enviudar, se volvió a casar con Mathilde de Hauteville, hija de Roger I de Sicilia, y Judit de Évreux, prima segunda de Guillermo el Conquistador. Él la repudió, sin embargo, y en 1080 ella se volvió a casar con Raimundo IV de Saint-Gilles, conde de Toulouse y marqués de Provenza.